# NGC 2300
NGC 2300 è una galassia lenticolare visibile nella costellazione di Cefeo; possiede un aspetto interessante, caratterizzato da una marcata condensazione centrale di circa 25" di diametro. Ha una forma arrotondata non del tutto regolare.

## Caratteristiche
Dà l'impressione di somigliare ad un ammasso globulare non forzando troppo gli ingrandimenti. Anche se la catalogazione fa pensare ad una galassia a spirale, anche ad alti ingrandimenti i bracci non sono distinguibili dal nucleo centrale. A 6,4' verso ovest-nord-ovest vi è la galassia NGC 2276, sede di cospicue osservazioni di supernove e con cui, stando a recenti misurazioni, sembra essere in interazione fisica.
La stella più luminosa nelle vicinanze è la doppia SAO 1148, o ADS 5868, la cui componente principale è di magnitudine 8,03 e di tipo spettrale F8, mentre la secondaria è separata di 0,7' ed è di magnitudine 9,8.